# Mendigo con perros (escultura)
L'escultura urbana coneguda pel nom Mendigo con perros, ubicada a la plaça Pedro Miñor, a la ciutat d'Oviedo, Principat d'Astúries, Espanya, és una de les més d'un centenar que adornen els carrers de l'esmentada ciutat espanyola.
El paisatge urbà d'aquesta ciutat, es veu adornat per obres escultòriques, generalment monuments commemoratius dedicats a personatges d'especial rellevància en un primer moment, i més purament artístiques des de finals del segle xx.
L'escultura, feta de ferro, és obra de Rafael Rodríguez Urrusti, i està datada 1995.
L'escultura que està sobre un ampli pedestal de pedra, representa un vell captaire (que recolza la seva mà dreta en un bastó mentre l'altra mà la utilitza per pidolar) abillat amb una vella i rosegada jaqueta americana i uns pantalons amb genolleres, tot i la qual cosa porta corbata i arrugat barret; el qual està acompanyat per dos gossos Rufo i el seu company, els quals eren uns gossos molt populars a la ciutat d'Oviedo en els anys 80 del segle xix.